# رسیوتا
رسیوتا (به ایتالیایی: Resiutta) یک کومونه در ایتالیا است که در استان اودینه واقع شده‌است.

## خصوصیات
رسیوتا ۲۰٫۳۶ کیلومترمربع مساحت و ۳۱۱ نفر جمعیت دارد و ۳۱۶ متر بالاتر از سطح دریا واقع شده‌است.

## نگارخانه

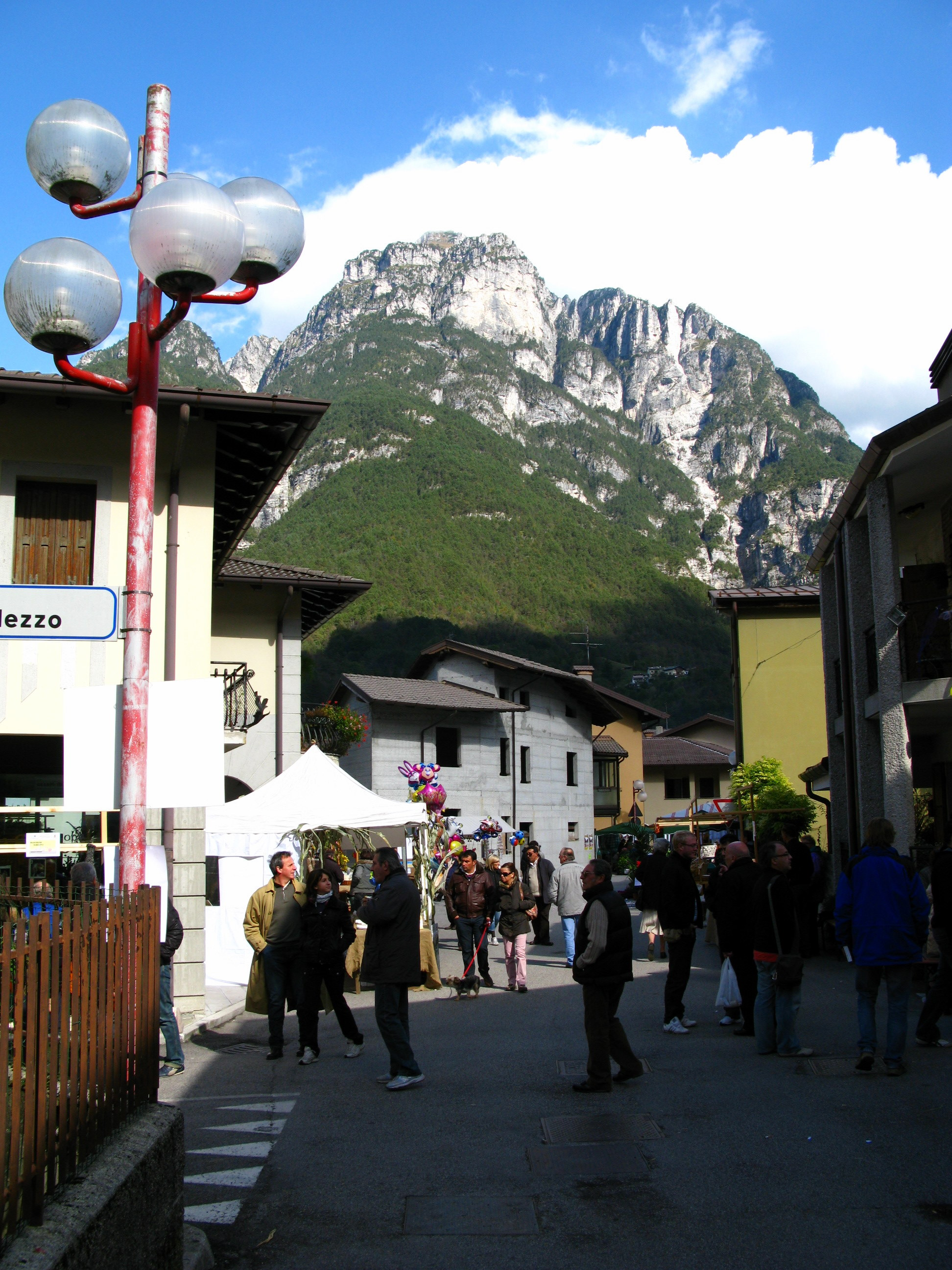
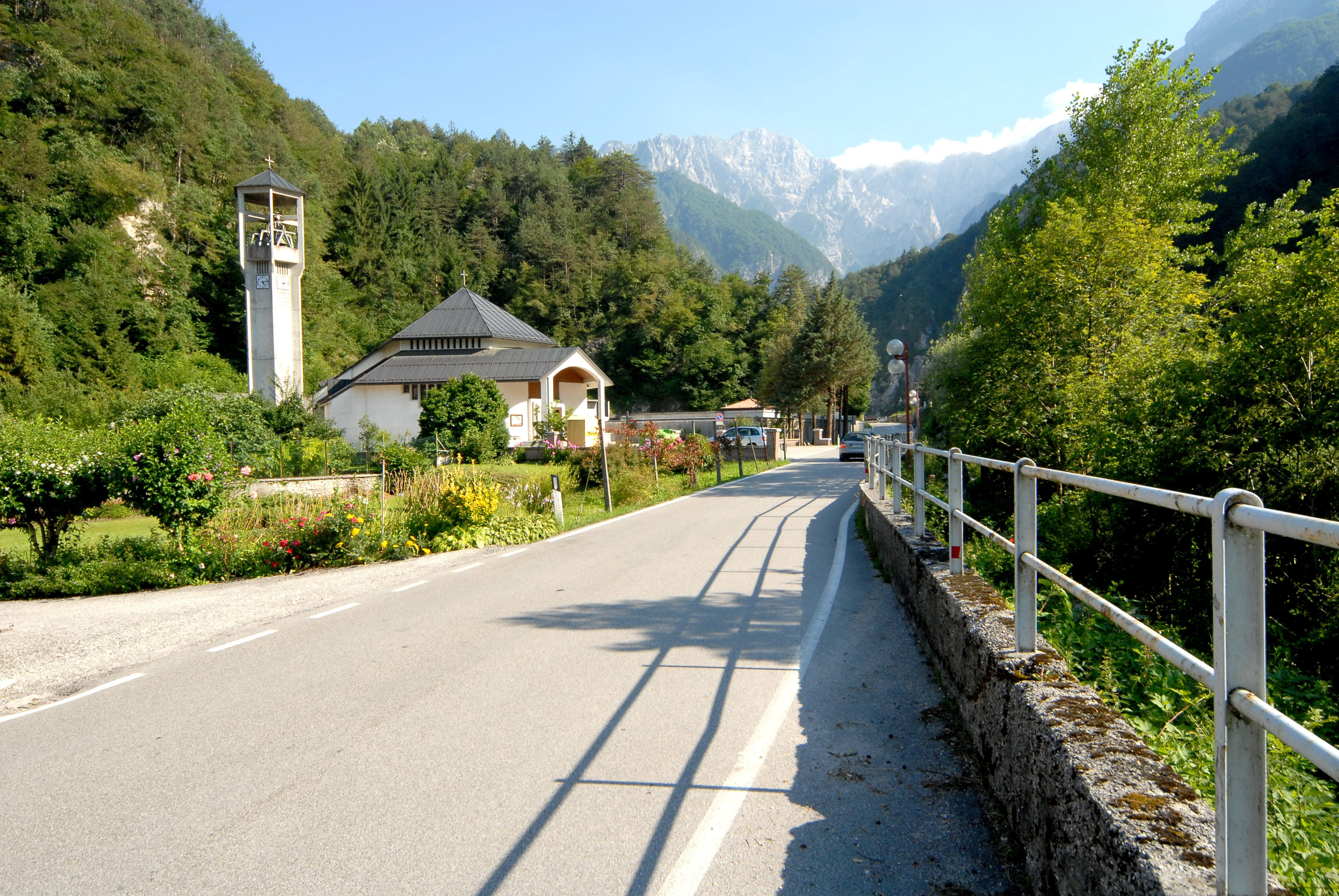
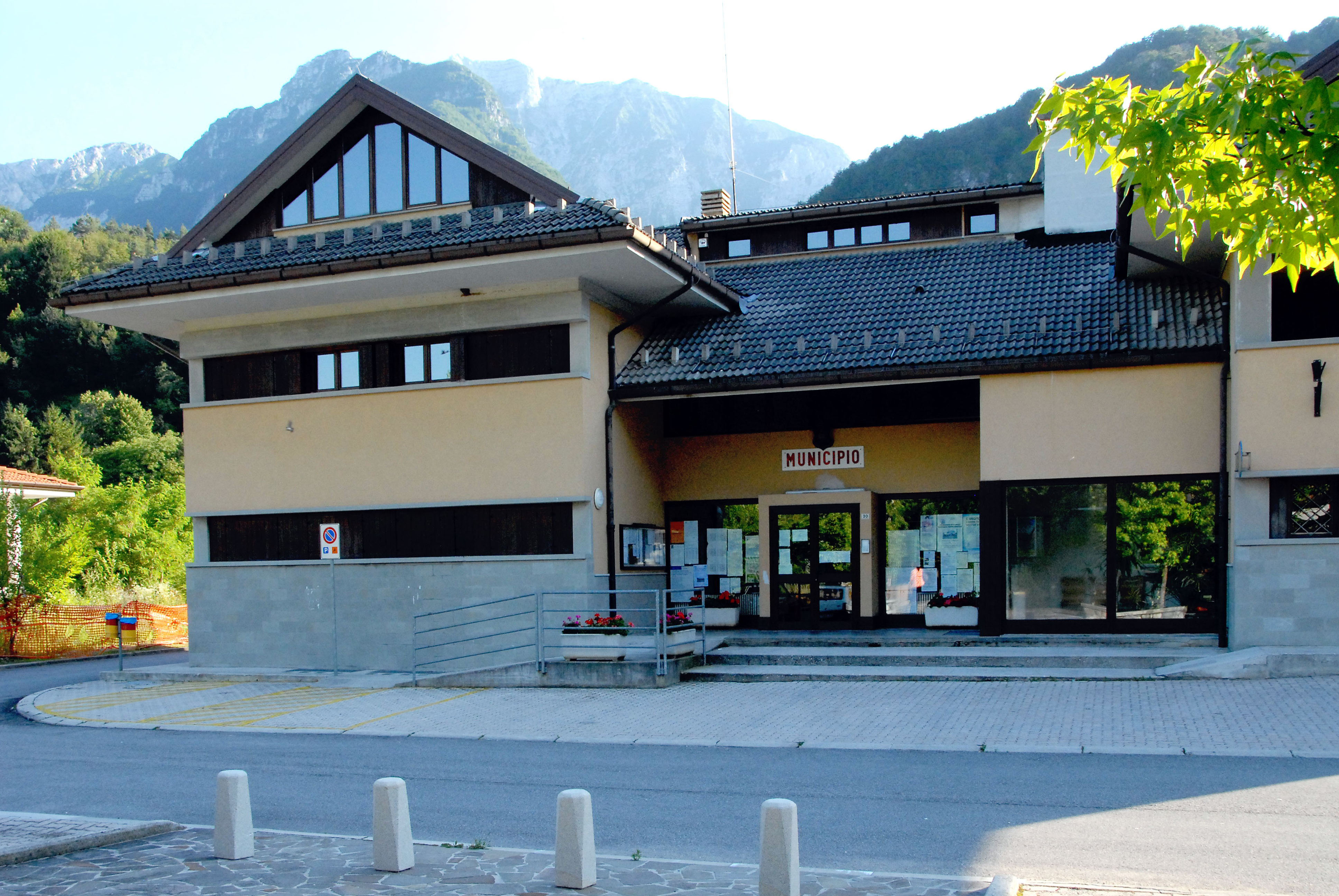
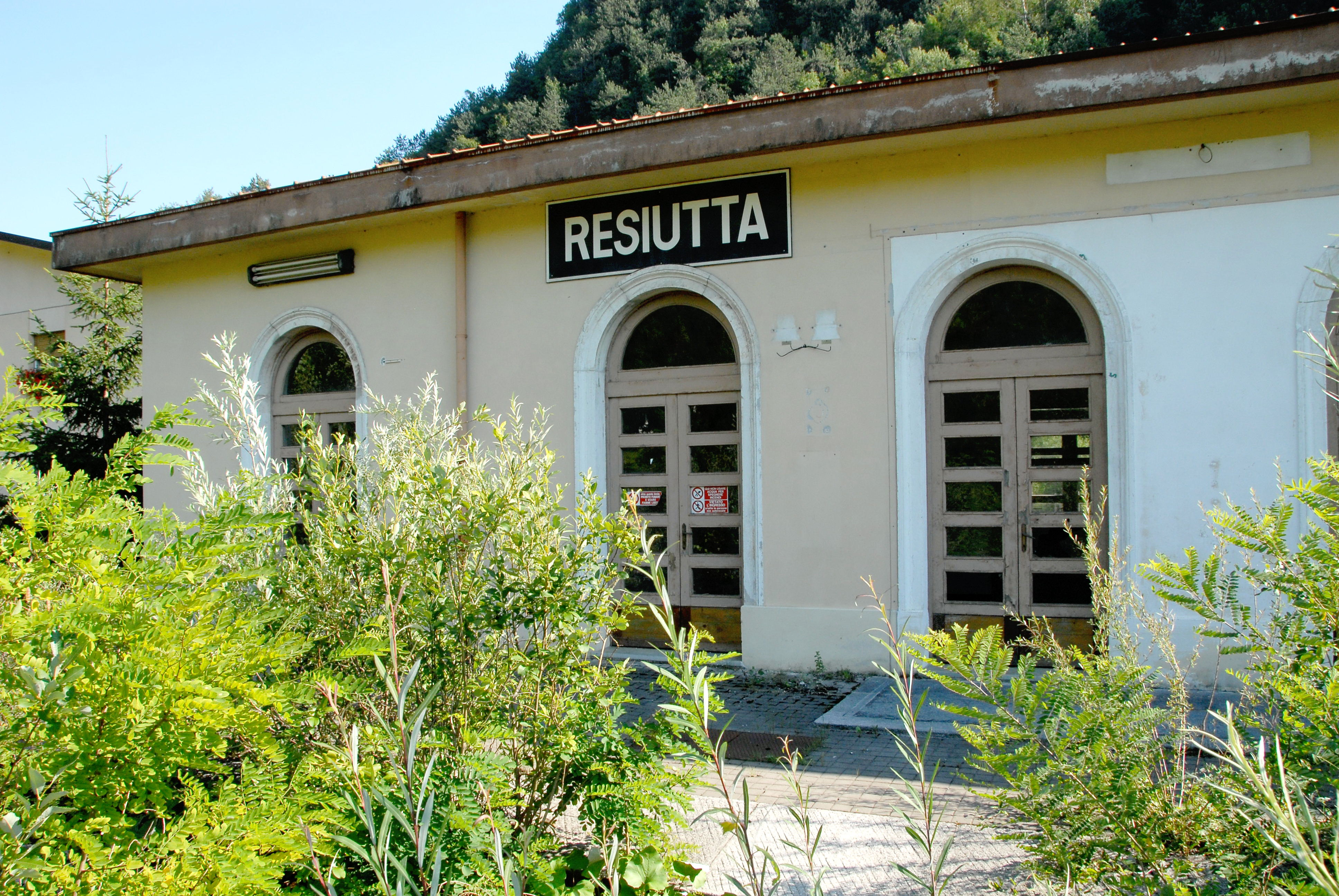